# 伊方サービス
伊方サービス株式会社（いかたサービス）は、愛媛県西宇和郡伊方町に本社を置く、四国電力のグループ企業。

## 概要
伊方町に立地する四国電力伊方発電所関連事業（放射線測定、放射性固形廃棄物の処理など）、地域関連事業（風力発電所の保守、食料加工品の製造販売等）などを行っている。
地元雇用機会の創出、地場産業の育成などの地域の振興･発展を目的に四国電力と地元団体との共同出資により平成7年4月1日に設立された。

## 事業所
- 本社 - 愛媛県西宇和郡伊方町九町字浦安1番耕地1349番1
- 伊方事業所 - 愛媛県西宇和郡伊方町九町字コチワキ3番耕地40番3（四国電力伊方発電所内）

## 事業
地域関連事業
- 農林水産業にかかる電気・機械設備等の保守点検
- 風力発電所の保安・運転管理
- 環境計量証明事業
- 自社ブランド「オレンジライフ」商品の製造・販売
- 地域農産物に関わる研究・開発
- 新規事業の開発・企画およびイベント企画・運営
- 地域施設の総合管理

伊方発電所関連事業
- 放射線の測定・管理、個人管理・教育、環境放射線測定等
- 伊方発電所 1,2次系水質測定・管理等
- 放射性固体廃棄物の処理・運搬・保管
- 周辺設備運転管理
- 伊方ビジターズハウス運営・見学者案内、構内建物管理等
- プラント緊急時対応（消防含む）および発電所出入管理